# Lorenz Allgayer
Lorenz Allgayer (* 2. Februar 1835 in Wien; † 7. Mai 1901 in Leoben) war ein österreichischer Maler, Bildhauer und Gymnasiallehrer. Häufig wird der Name irrtümlich auch als Lorenz Algeier oder Lorenz Allgeier wiedergegeben; seltener auch in anderen Abwandlungen des Familiennamens.

## Leben

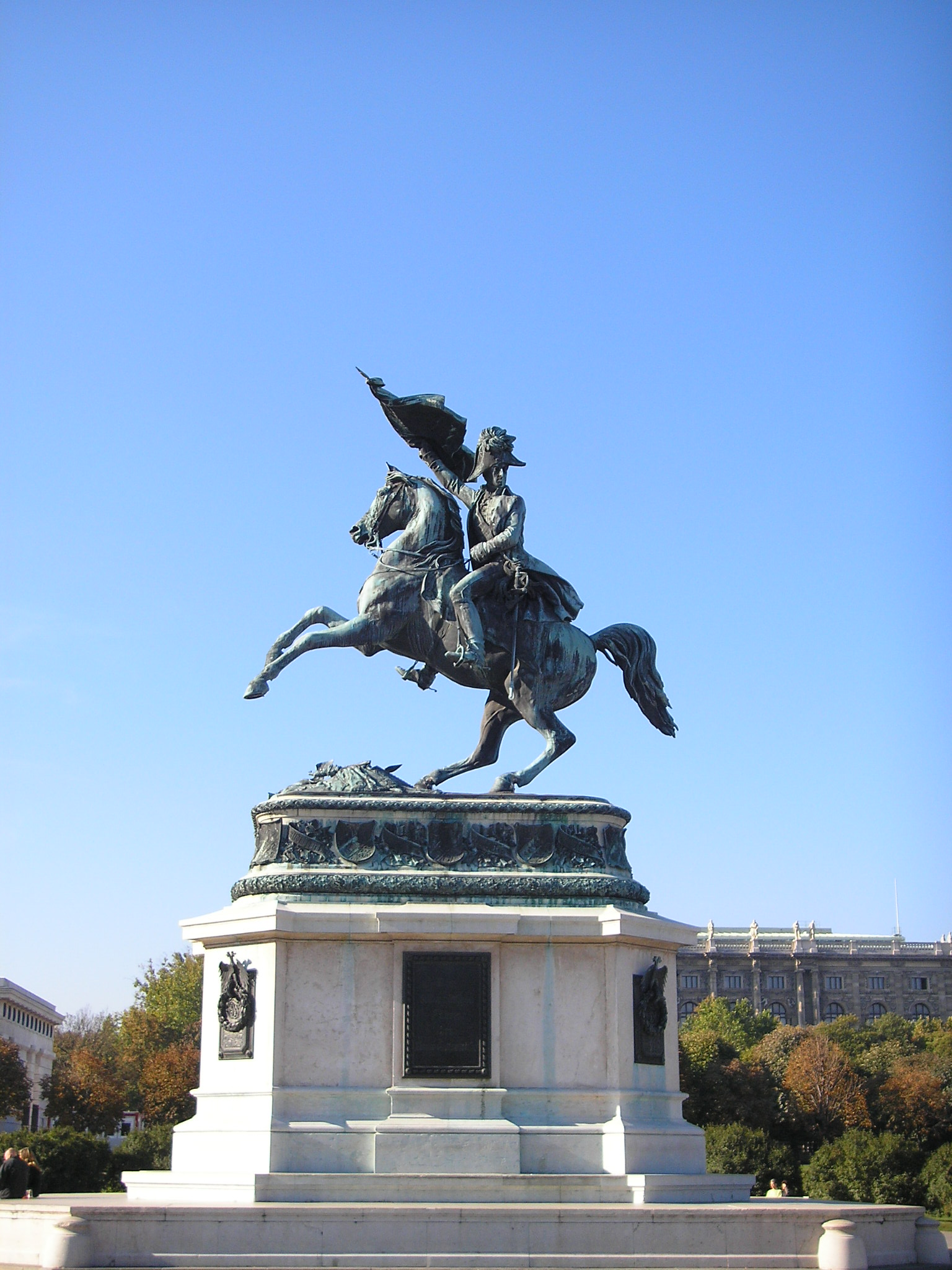
An der Seite von Anton Dominik Fernkorn arbeitete Allgayer am Erzherzog-Karl-Denkmal am Wiener Heldenplatz mit.

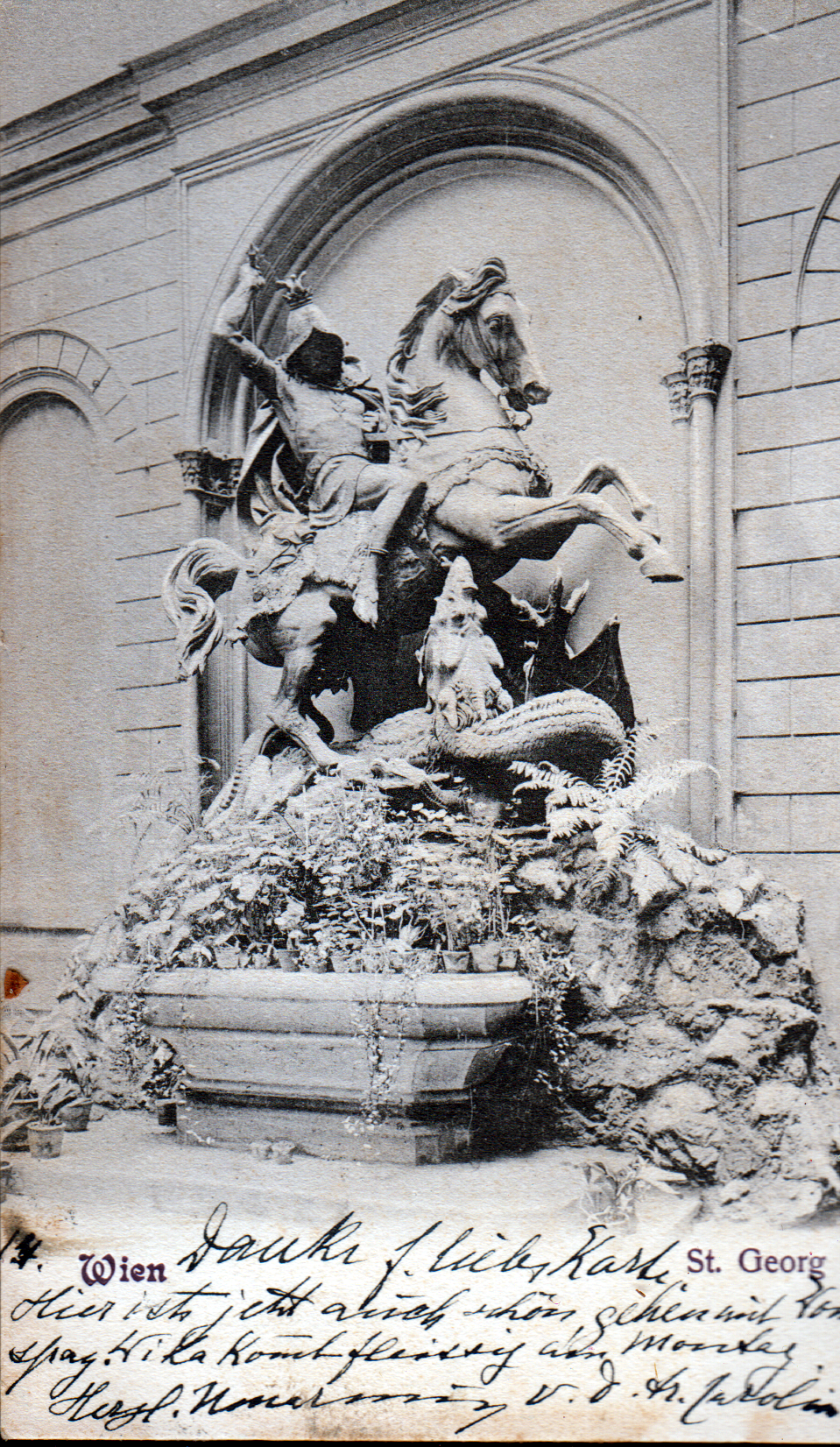
Ebenso beteiligt war er an Fernkorns Georgsbrunnen im damaligen Vestibül der Anglo-Österreichischen Bank.

Lorenz Allgayer wurde am 2. Februar 1835 in Wien geboren und studierte nach seiner allgemeinen Schulausbildung von 1850 bis 1856, unter anderem bei Karl Mayer, Malerei an der Akademie der bildenden Künste Wien. Danach bzw. eher parallel dazu begann er im Bildhaueratelier von Anton Dominik Fernkorn zu arbeiten und wirkte beispielsweise am Erzherzog-Karl-Denkmal oder am Georgsbrunnen mit. Später wandte er sich erneut der Malerei zu und bildete sich bei den Professoren Karl von Blaas, Carl Rahl oder Leopold Kupelwieser an der Akademie der bildenden Künste Wien weiter. An der Seite Kupelwiesers war Allgayer auch an den Fresken in der Kathedrale von Zagreb beteiligt. In der Schottenfelder Kirche befinden sich mehrere von Allgayer geschaffene Altarblätter. Ebenso finden sich Arbeiten Allgayers in einer Kirche in Győr (dt. Raab) und der Franziskanerkirche in Buda (dt. Ofen). Im Jahr 1863 zog es ihn nach Leoben, wo er Karl Kugelmayer als Lehrer für Freihandzeichnen am örtlichen Obergymnasium ablöste und nebenbei weiterhin als Maler in Erscheinung trat. An der Schule war er vorerst nur als Assistenzlehrer beschäftigt und erhielt erst wenige Monate später, im Februar 1864, vom k. k. Staatsministerium die Lehrbefähigung für den Unterricht im Freihandzeichnen an der Oberrealschule zuerkannt.
In der Pfarrkirche Leoben-St. Xaver heiratete er am 8. Jänner 1865 die bürgerliche Bäckermeisters- und Realitätenbesitzerstochter Katharina Franziska Brunlechner (* 25. November 1839 in Leoben; † 19. Oktober 1910 ebenda). Der Chemiker Anton Kauer, damals Lehrer und Direktor der Communal-Unterrealschule in Leoben, fungierte dabei als einer der beiden Beistände. Der andere war Friedrich Kammerer, mittlerweile ebenfalls Lehrer an der genannten Realschule, der wenige Jahre zuvor noch als Professor für Darstellende Geometrie an der Technischen Hochschule Graz tätig war. Am 24. Jänner 1866 kam die gemeinsame Tochter Josefa Theresia Katharina zur Welt, verstarb jedoch bereits am folgenden Tag, nur wenige Stunden nach ihrer Taufe.
Das im Oktober 1865 vom damaligen Leobener Bürgermeister Wilhelm Failhauer an den in Graz ansässigen Reichsratsabgeordneten Josef Ritter von Waser überreichte Ehrenbürgerdiplom der Stadt Leoben wurde von Allgayer entworfen und ausgeführt, ehe es zur abschließenden Ausstattung nach Wien kam. Ab dem Jahr 1870 trat Allgayer als Zeichenlehrer für die Mitglieder des Leobener Arbeiterbildungsvereins „Vorwärts“ in Erscheinung. Anlässlich der 600-Jahr-Feier in Leoben gestaltete Allgayer 1881 den Festzug. Vom k. k. steiermärkischen Landesschulrat wurde Allgayer im Jahre 1895 „für die durch viele Jahre mit unermüdlichem Eifer und bestem Erfolge besorgte Versehung seines Lehramts die Anerkennung ausgesprochen“.
Im Laufe seines langjährigen Wirkens schuf Allgayer zahlreiche Porträts (unter anderem vom Feldmarschallleutnant Vinzenz Ferrerius von Bianchi, dem Baron Lederer oder dem Abt des Stiftes Rein). Neben zahlreichen in Privatbesitz befindlichen Werken befinden sich 30 Gemäldekopien für Erzherzog Maximilian im Schloss Miramare bei Triest oder auch ein Selbstporträt Allgayers mit roter Mütze und Palette aus dem Jahr 1891 im Museum der Stadt Leoben. Zu den in Privatbesitz befindlichen Werken zählt etwa ein Gemälde der Ankunft Kaiser Franz Josephs auf dem Leobener Hauptplatz (1883) oder ein Porträt Kaiser Franz Josephs im Vliesornat aus dem Jahr 1882. Ein ähnliches bzw. daran angelehntes Werk hatte er bereits 1861 geschaffen; dieses befindet sich heute in der zum Universalmuseum Joanneum gehörenden Neuen Galerie Graz.
Am 7. Mai 1901 starb Ludwig Allgayer im Alter von 66 Jahren im Stadthaus Nr. 149 in Leoben infolge einer zeitgenössisch so bezeichneten Gehirnlähmung und wurde am 9. Mai 1901 beerdigt.